# Розсошенська гімназія
Комунальний заклад Розсошенська гімназія Щербанівської сільської ради Полтавської районної ради Полтавської області. 
Форма власності: комунальна. 
Розсошенська гімназія у 2016 році — це 27 класів, у яких 594 учні; працює педпрацівників — 57, серед них учителів вищої категорії — 24, учителів-методистів — 10, старших учителів — 4 , 2 «Відмінники освіти України».

## Історія створення навчального закладу
Розсошенська середня школа відкрита 12 вересня 1993 року у новозбудованому приміщенні. До неї були переведені учні Розсошенської початкової школи та Горбанівської основної школи, які з цього моменту припинили своє існування. До цього Горбанівська школа існувала у приміщенні колишньої змішаної церковно-парафіяльної школи, про яку згадується у Довідковій кліровій книзі Полтавської єпархії на 1912 рік у довідці про горбанівську Різдвяно-Богородицьку церкву та таку ж дзвіницю. У школі навчалися разом хлопчики і дівчатка. Священником у цей час був Дмитро Володимирович Заблоцький, псаломником — Дмитро Якович Клепачевський. З 1915 року навчальний рік став починатися з молитви перед чудотворною іконою Горбанівської Богоматері, яка того року з дозволу Синоду побувала у всіх навчальних закладах Полтави, учнівська молодь молилася перед нею до початку навчального року. Потім поверталася до Горбанівки, хресний хід при цьому супроводжував завідувач Олександро-Миколаївської церковно-учительської школи архімандрит Іннокентій. Все це дійство проходило дуже урочисто, за участю великої кількості полтавців і віруючих із навколишніх сіл. У 30-х роках ХХ століття Різдвяно-Богородицький храм було знищено, а школа продовжувала існувати, уже як семирічна. Навчання було обов'язковим як для хлопчиків, так і для дівчаток, проводилося українською мовою. Під час війни у приміщенні школи розміщувався госпіталь для поранених солдат. У повоєнний час Горбанівська школа була реорганізована у восьмирічну, а потім — основну школу. Навчалося у ній більше ста дітей. Розсошенська початкова, на 1993 рік малокомплектна, школа існувала у пристосованому приміщенні. Очолювала її Л. І. Головань. На даний час приміщення Горбанівської основної та Розсошенської початкової шкіл не збереглися.

## Керівники навчального закладу
Директорами навчального закладу у різні часи були: О. І. Вронський, Р. Г. Деркач, Н. Г. Даценко.
У 1993 році Розсошенську середню школу очолив директор В. В. Ткач. Заступниками директора були С. В. Ус, А. П. Мосієнко, С. В. Сулима.
З 1999 року школу очолює Тягнирядно Т. П. Заступниками директора свого часу працювали Л. Г. Моренко, Л. І. Головань, С. О. Мельник, Т. В. Кононенко, Л. Й. Чабан.
На даний час заступниками працюють: О. В. Семикіна, О. І. Моргун, О. А. Усенко, Л. А. Моргун.

## Напрямки діяльності

### Член асоціацій «Школа майбутнього»
Розсошенська гімназія — член асоціацій «Школа майбутнього» та «Відроджені гімназії України». Колективом гімназії підписаний Меморандум про співпрацю з Асоціацією сприяння міжнародному бізнесу та розвитку (АСМБР). Спільно з АСМБР створено громадську організацію Центр дитячої дипломатії «Юність». З метою розвитку творчих та інтелектуальних здібностей учнів, формування їх життєвих компетентностей у гімназії працює більше 30 гуртків та секцій, наукове товариство учнів «Академія». Команда гімназистів посідає перше місце в районі за результатами Всеукраїнських учнівських олімпіад, конкурсу-захисту науково-дослідницьких робіт Малої академії наук України, інших творчих та інтелектуальних конкурсів. Традиційно учні закладу виборюють право навчатися за кордоном (участь у програмі FLEX).
Учителями гімназії впроваджуються інтерактивні та інноваційні методики як у навчальний процес, так і в організацію позакласної роботи. На базі Розсошенської гімназії проходять міжнародні, всеукраїнські, обласні та районні науково-практичні конференції, семінари, тренінги.

### Громадсько-активна школа
Розсошенська гімназія — громадсько-активна школа, яка у співпраці з місцевою громадою розробляє та реалізує актуальні проекти, співпрацює з волонтерськими організаціями.
З 2007 року Розсошенська гімназія є учасником міжнародної виставки навчальних закладів "Сучасна освіта в Україні". Нагороджена дипломом за високі творчі досягнення в удосконаленні змісту навчально-виховного процесу. На виставці-презентації «Освіта України» «Інноваційні технології навчання» за розробку і впровадження у навчально-виховний процес інноваційних технологій отримала звання лауреата конкурсу у номінації «Інтеграція освіти України у Європейське співтовариство». У 2009 році нагороджена знаком «Флагман сучасної освіти України» за вагомий внесок у розвиток освіти і науки України. На виставці «Сучасні навчальні заклади» у 2011 році нагороджена бронзовою медаллю у номінації «Упровадження у навчально-виховний процес середнього освітнього закладу інноваційних педагогічних технологій», а у 2013 році — срібною медаллю у номінації «Професійна діяльність вчителя в інноваційному навчальному закладі».

## Випускники гімназії
- Чемпіон Європи та світу, переможець Паралімпійських ігор у Лондоні та Ріо-де-Жанейро Євгеній Богодайко.
- Єгунов Євген Ігорович (2002—2022) — лейтенант Збройних Сил України, учасник російсько-української війни, що загинув у ході російського вторгнення в Україну в 2022 році.